# 下灘站

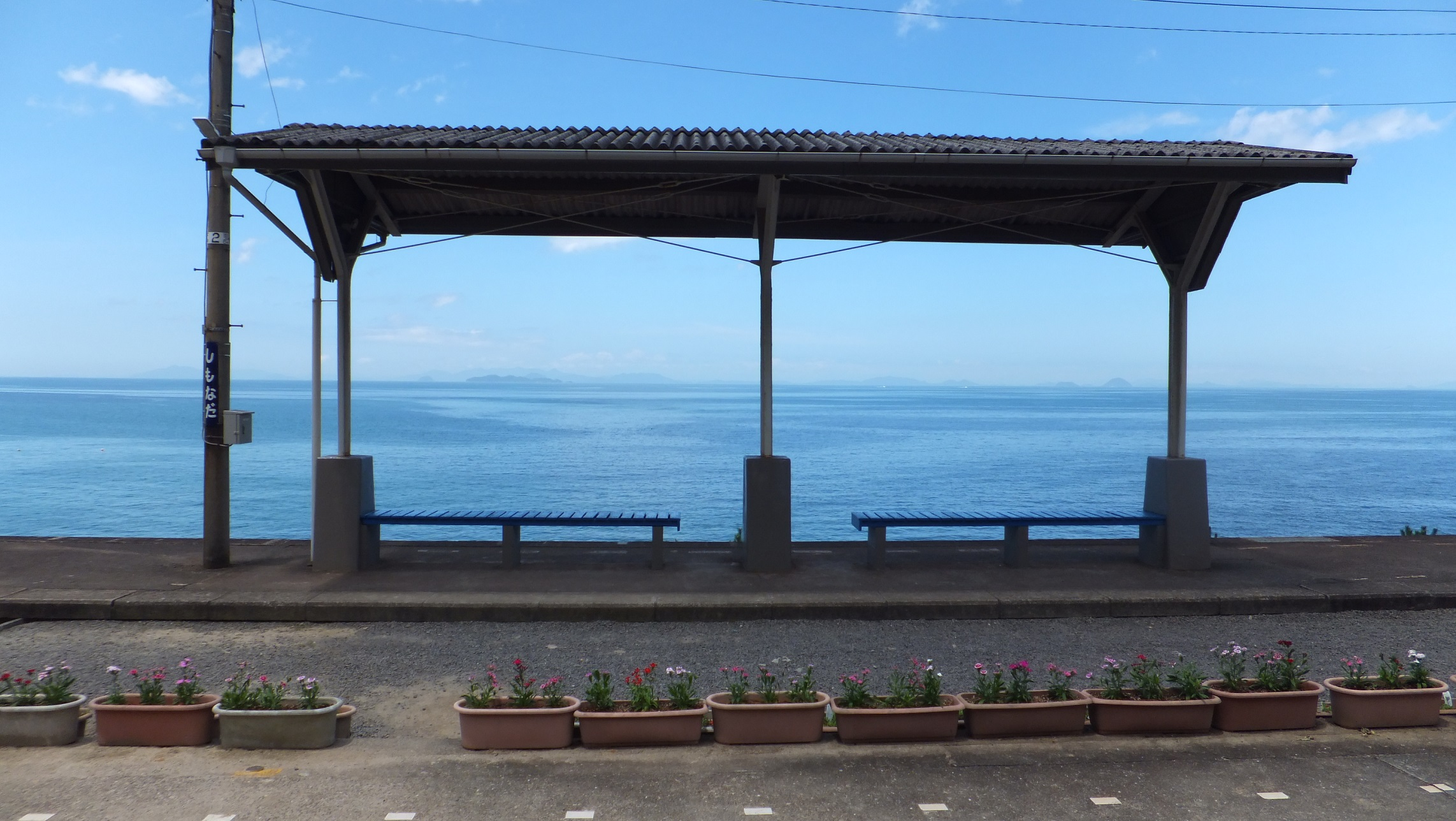
常出現於海報上的月台風景

下灘站（日语：／ Shimonada eki */?）是位于日本愛媛縣伊予市，隸屬於四國旅客鐵道（JR四國）的鐵路車站。車站編號為S09 。本站現時只在平日提供普通列車服務，周末及假日則加停觀光列車「伊予灘物語」。
本站是鐵路迷和攝影愛好者的朝聖車站之一，不只是因能在車站月台上面對伊予灘一览無遺，也是眾多攝影愛好者拍攝的理想場所。對面的國道378號又完全處於山坡之下，在沒有其他外來因素影響下，可以拍攝出很高水準的作品。過往很多攝影圖集、電影及廣告都愛在此取景，其中尤以於日本國鐵時代替「青春18車票」拍攝海報照的攝影師真島滿秀的照片最為出名，先後三次在此站取景，是令這地立時爆紅的原因。
本站附近的民居並不多，在雙海町未合併入伊予市前，本站的所在地也非該町的中心地區，因此除了遊客使用外，當地居民的使用率並不高。

## 車站結構

### 站房
本站與鄰站伊予上灘站皆為設置小型站房的車站，站內只設有兼具售票功能的站務室、候車大廳及位於驗票口內的洗手間。本站的站房在無人化後一直空置且無人打理，當地部份居民希望能推廣活化車站計劃，於2011年自發成立了「JR下灘站地域博物館營運委員會」（JR下灘駅フィールドミュージアム運営委員会），定時於站內進行打掃、清潔、綠化及修整工作、美化站舍佈置，亦策劃各種於車站內可以舉行的活動，例如講座、音樂會、甚至是婚禮場地等，因而獲日本交通公社於2012年頒發《第7屆JTB交流交化賞》優秀獎。現時本站的站務室亦由營運委員會打理，於假日指定時間內提供乘車及旅遊資訊，並打算今後能在假日恢復委託售票服務。

### 月台配置
本站原設有島式月台1個，能提供1面2線的配置，另向串站方向亦設有貨物列車路軌及月台。但隨予讚新線運營後，靠近站房的1號月台被棄用，路軌及貨運用台路軌亦一併拆走。現時只剩下靠近海的一邊月台仍然使用，其有效長度為4輛；而列車也無法在此進行交換。過去出入月台和站房需依靠月台中央部份的平交道，撤軌後原來月台及驗票口外的上落用階梯被填回，並改建架空行人道跨越原來路軌的凹陷位置以方便出入。2000年代初，所有舊有路段凹陷位置全以泥土填滿，架空行人道變成新整理後的土地一部份。「JR下灘站地域博物館營運委員會」成立後，將候車空間加以美化，設置了多個花圃。
月台上的設施則以不形響觀賞伊予灘，及保留國鐵年代的風貌為大原則。月台上只設置不足半節車廂長度的有蓋候車亭，候車座椅亦保留舊式沒有椅背的長木櫈2張。列車靠站時往松山方向為右側開門，往伊予大洲方向則為左側開門。
| 路線                    | 方向 | 目的地                       |
| ----------------------- | ---- | ---------------------------- |
| ■予讚線（有愛伊予灘線） | 上行 | 伊予市、松山方向             |
| ■予讚線（有愛伊予灘線） | 下行 | 伊予大洲、八幡濱、宇和島方向 |

## 歷史
- 1935年：

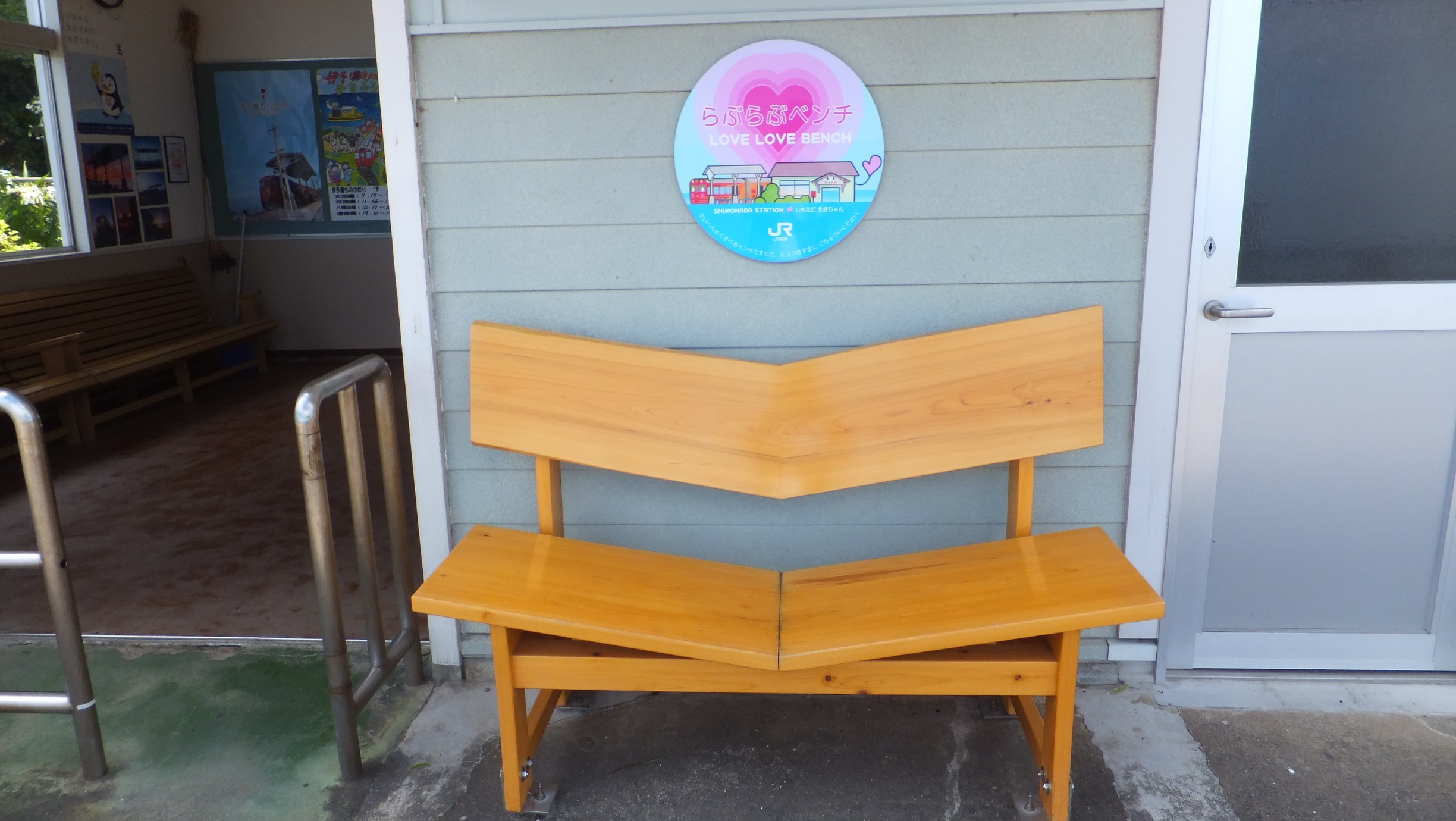
站內裝有為吸引情侶觀光客看風景的「戀愛座椅」。

- 6月9日：國鐵予讚本線從伊予上灘站延伸至本站，開業。當時為予讚本線終點站。
- 10月6日：本站～伊予長濱站開業，成為中途站。

- 1986年3月3日：隨向井原～內子間的新線開通，優等列車不再通過本站。
- 1987年4月1日：日本國鐵分割民營化，車站的營運由JR四國繼承。
- 1988年6月1日：予讚本線更名為予讚線。
- 2012年2月：更換車站入口的牌匱。[7]
- 2014年：

- 3月15日：予讚線伊予市 - 伊予長濱 - 伊予大洲間新設愛稱「有愛伊予灘線」）。
- 10月18日：於月台範圍近改札閘口加設了「戀愛長櫈」（らぶらぶベンチ，Love Love Bench），是JR四國繼江川崎站、坪尻站及大步危站後，第四個設置相關觀光設施的車站。

## 利用狀況
以下資料出自伊予市統計書。該統計書每隔五年出版一次。
| 上下車人數推算 | 上下車人數推算 | 上下車人數推算 |
| 年度           | 1日平均人數    | 出處           |
| -------------- | -------------- | -------------- |
| 2005           | 116            | [ 統計 1 ]     |
| 2006           | 110            | [ 統計 1 ]     |
| 2007           | 124            | [ 統計 2 ]     |
| 2008           | 114            | [ 統計 2 ]     |
| 2009           | 110            | [ 統計 2 ]     |
| 2010           | 126            | [ 統計 2 ]     |
| 2011           | 100            | [ 統計 2 ]     |
| 2012           | 82             | [ 統計 3 ]     |
| 2013           | 76             | [ 統計 3 ]     |
| 2014           | 62             | [ 統計 3 ]     |
| 2015           | 64             | [ 統計 3 ]     |
| 2016           | 70             | [ 統計 3 ]     |
| 2017           | 80             | [ 統計 4 ]     |
| 2018           | 78             | [ 統計 4 ]     |
| 2019           | 108            | [ 統計 4 ]     |
| 2020           | 72             | [ 統計 4 ]     |
| 2021           | 76             | [ 統計 4 ]     |

## 其他
自1986年起，每年9月第1個星期六，都會在車站月台上舉行「晚霞月台音樂會」（夕焼けプラットホームコンサート），直至2014年已舉行了29屆，當日車站月台及周邊地方將轉為音樂會表演舞台，並由新晉流行曲歌手及業餘的音樂組合表演，以藍調、爵士音樂或原音樂為主。「晚霞月台音樂會」起于1986年，當年剛好是予讚新線開始營運，特急列車不再停靠舊線，而且班次也減少，當地居民恐怕路線會被廢線，因而想到舉行一些吸引遊客的活動來振興路線，而這是其中的一項。

## 圖片

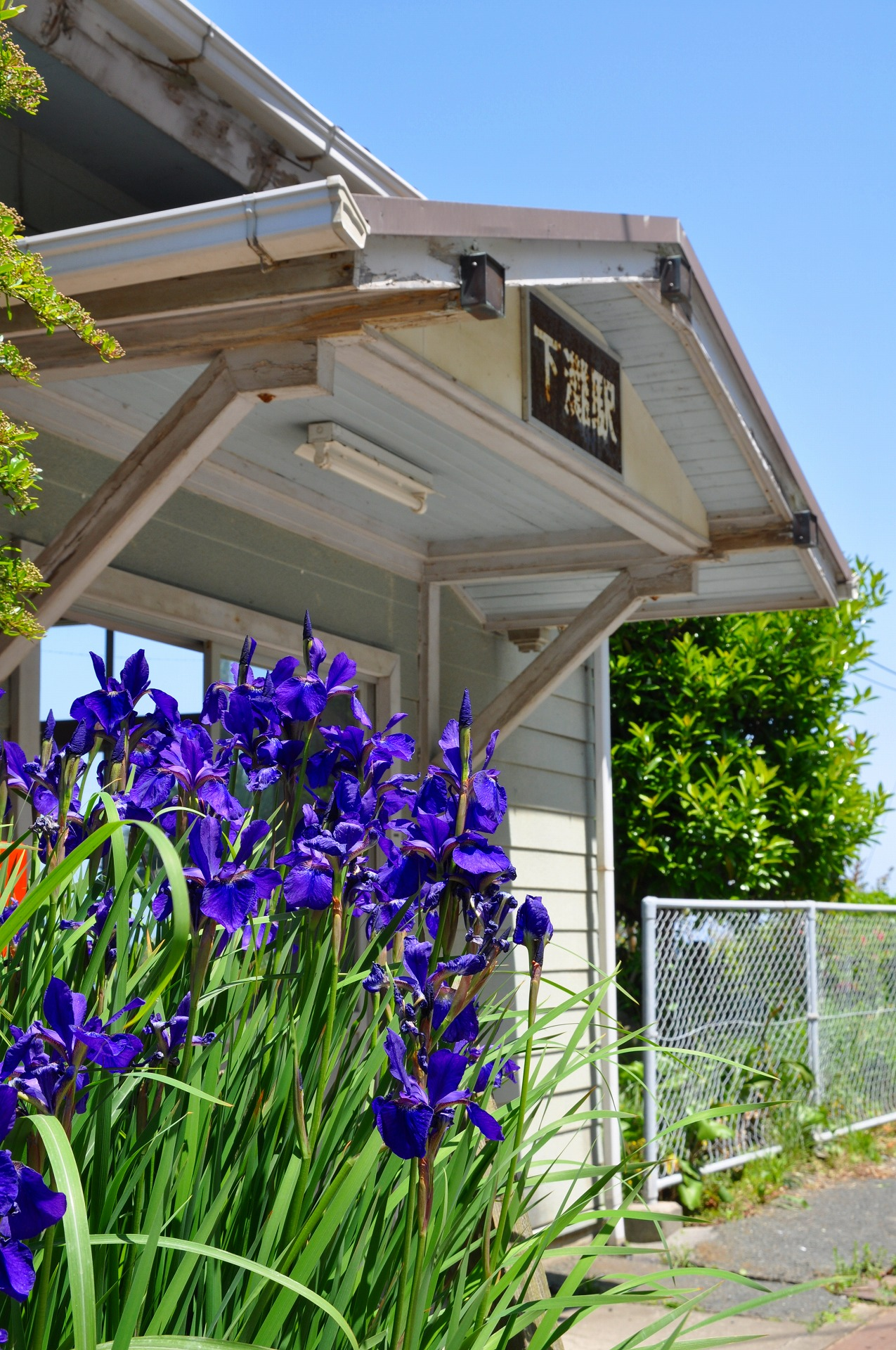
站房前的鳶尾花
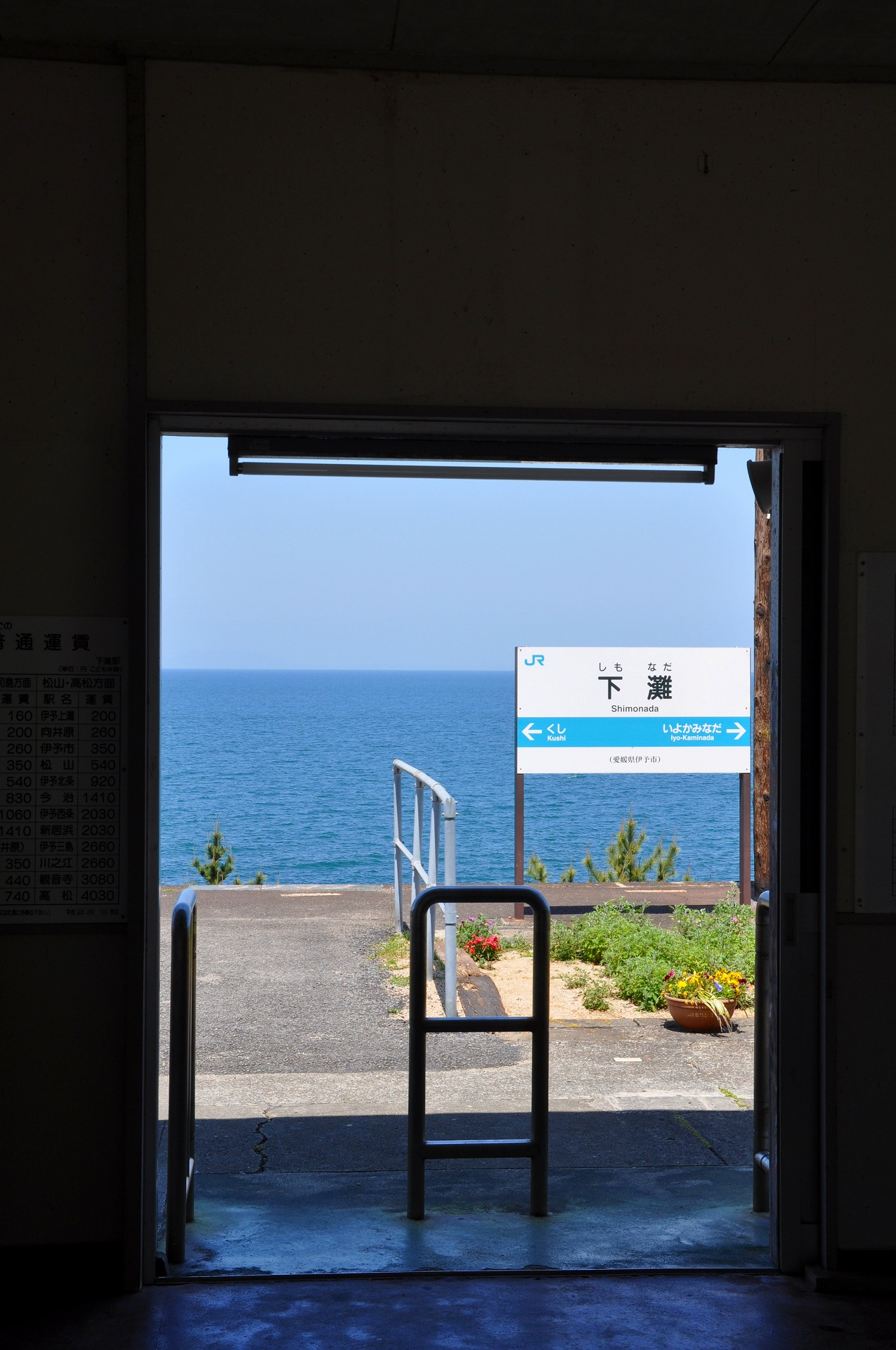
站房內望向月台
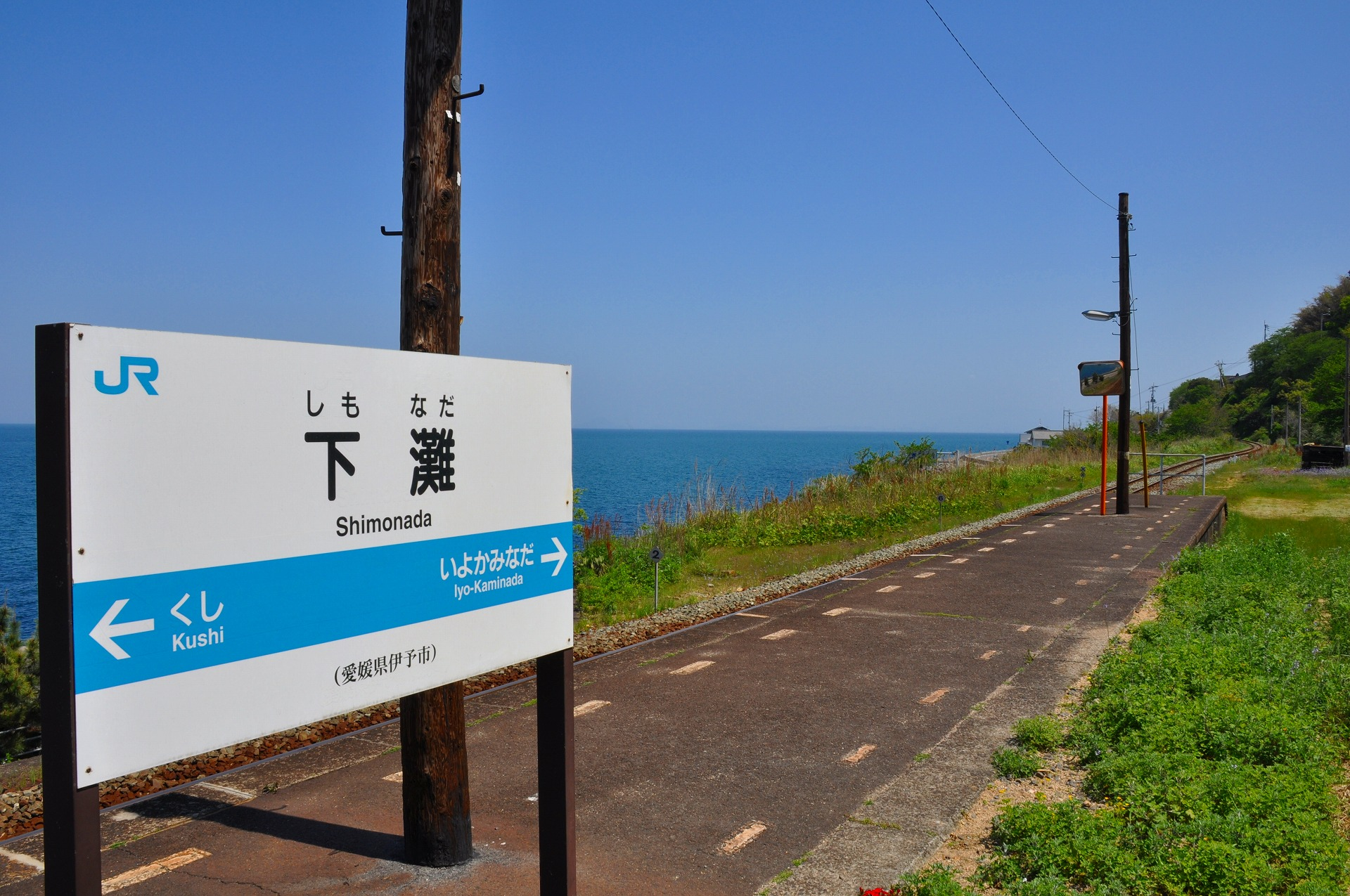
站名標
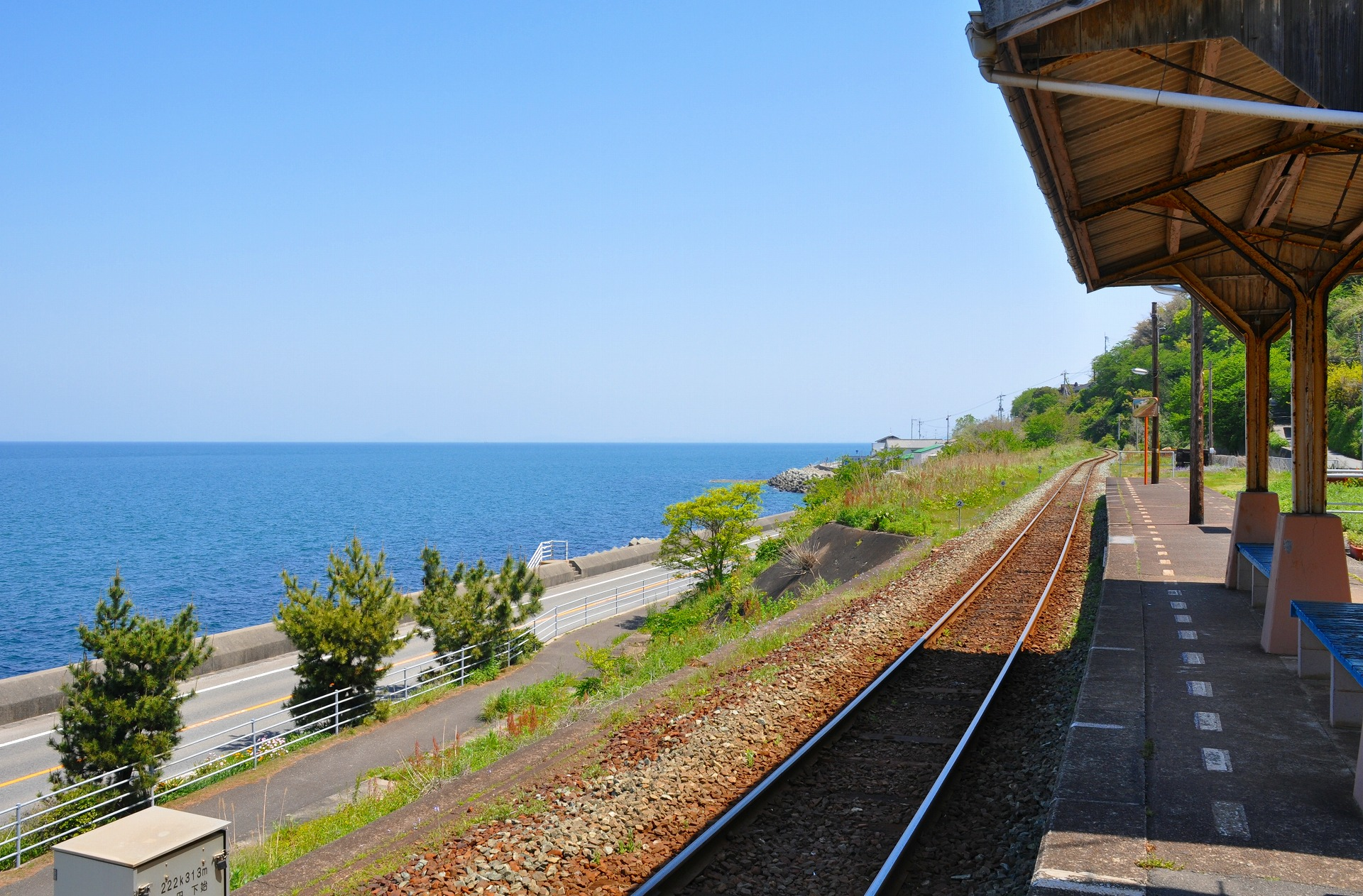
月台與線路

## 相鄰車站
四國旅客鐵道（JR四國）
■予讚線（有愛伊予灘線）
■旅遊列車「伊予灘物語」
松山（U00）－下灘（S09）－伊予大洲（S18/U14）
■普通
伊予上灘（S08）－下灘（S09）－串（S10）

### 統計資料
1. ↑  10. 運輸・通信 —　いよしの統計（平成19年度版）
2. ↑   (PDF).   [2025-08-06]. （原始内容存档 (PDF)于2024-12-10）.
3. ↑   (PDF).   [2025-08-06]. （原始内容存档 (PDF)于2023-02-04）.
4. ↑  10. 運輸・通信 —　いよしの統計（令和4年度版）

## 外部連結
- JR四國下灘站及發車時間表 （页面存档备份，存于）
- NHK 於2010年製作《日本木造站舍之旅》有關下灘站的短片 （页面存档备份，存于）
- 非官方車站介紹顯示1984年，仍是有人站時的下灘站照片及站牌。（页面存档备份，存于）